# Harold J. Greene

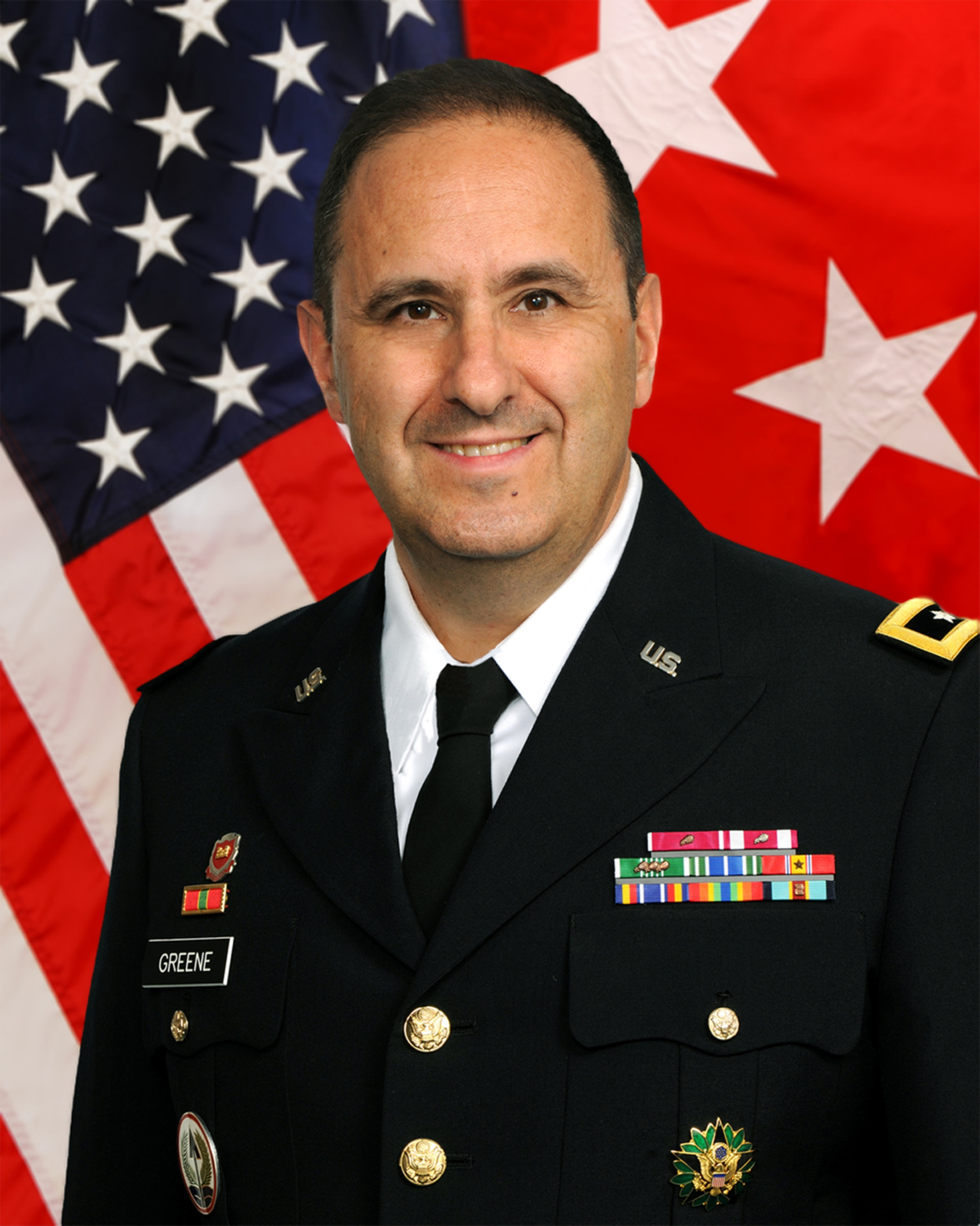
Harold J. Greene als Brigadegeneral

Harold „Harry“ J. Greene (* 11. Februar 1959 in Boston, Massachusetts; † 5. August 2014 in Kabul) war ein US-amerikanischer Major General der US Army, der im Afghanistankrieg fiel.

## Leben
Greene wuchs im Staat New York auf, graduierte 1980 am Rensselaer Polytechnic Institute und wurde am 25. Mai 1980 Second Lieutenant des ROTC der Pioniere der US Army. Er besuchte das United States Army War College und schloss dort als Master of Strategic Studies ab. Weiterhin wurde ihm ein Doktortitel in Materialwissenschaften der University of Southern California verliehen.
Nach einer Karriere auf verschiedenen Verwaltungsposten, unter anderem in Deutschland und der Türkei, wurde Oberst Greene im Dezember 2009 Brigadegeneral. Am 2. September 2012 wurde er zum Generalmajor befördert. Im Januar 2014 wurde er nach Afghanistan versetzt, wo er als stellvertretender Kommandeur des Combined Security Transition Command Dienst tat.

### Camp-Kargha-Zwischenfall
Während eines Besuches einer hochrangigen Delegation am 5. August 2014 auf dem Gelände der Marschall-Fahim-Universität, einer Ausbildungseinrichtung der afghanischen Armee, eröffnete der afghanische Soldat Rafiqullah im Camp Kargha mit einem Sturmgewehr das Feuer auf die Besuchergruppe, die sich zu einem Briefing versammelt hatte. Greene wurde tödlich getroffen, mindestens 17 weitere Personen, darunter der deutsche Brigadegeneral Michael Bartscher und zwei afghanische Generäle, wurden verwundet.
Greene ist seit dem Tod von Generalleutnant Timothy Maude am 11. September 2001 der ranghöchste US-Offizier, der durch einen feindlichen Angriff getötet wurde.

### Familie
Greene lebte mit seiner Ehefrau, Oberst im Ruhestand Susan Sue Myers, Professorin am United States Army War College in Pennsylvania, und den gemeinsamen Kindern Amelia und First Lieutenant US Army Matthew, in Falls Church, Virginia.
Greene wurde postum mit dem Purple Heart geehrt und am 14. August 2014 mit militärischen Ehren auf dem Arlington National Cemetery beigesetzt.